# Ємилівка (станція)
Ємилівка — проміжна залізнична станція Одеської дирекції Одеської залізниці на лінії Гайворон — Болеславчик — Підгородна між станціями Голованівськ (17 км) та Йосипівка (16 км).
Розташована у селищі Ємилівка Голованівського району Кіровоградської області.
Станція обслуговує Ємилівське хлібоприймальне підприємство.

## Історія
Станцію було відкрито у 1899 році, при відкритті руху на залізниці Рудниця — Болеславчик — Підгородна.
З моменту будівництва у 1899 році і до 1980-х років уся лінія була вузькоколійною, однак у 1980-х роках частину лінію між станціями Болеславчик — Голованівськ та Таужня — Гайворон було перекладено на широку колію, а вузьку колію розібрано.

## Пасажирське сполучення
На станції Ємилівка зупиняються приміські поїзди.
| Приміські поїзди | Приміські поїзди       | Приміські поїзди |
| №                | Маршрут слідування     | Курсування       |
| ---------------- | ---------------------- | ---------------- |
| 6169             | Помічна — Голованівськ | П'ятниця, неділя |
| 6170             | Голованівськ — Помічна | П'ятниця, неділя |